# Pantonyssus glabricollis
Pantonyssus glabricollis là một loài bọ cánh cứng trong họ Cerambycidae.